# Hiromi Suga
Hiromi Suga (jap. 菅 弘美, Suga Hiromi; * 28. November 1973 in Furano, Hokkaidō als Hiromi Seino (清野 弘美)) ist eine frühere japanische Biathletin. Sie nahm an zehn Biathlon-Weltmeisterschaften und Olympischen Winterspielen teil.
Hiromi Suga betrieb zunächst Skilanglauf, wechselte 1991 aber zum Biathlonsport. Dazu musste sie wie in Japan üblich zur „Winterkampfausbildungseinheit“ (Tōsenkyō) der Bodenselbstverteidigungsstreitkräfte gehen. Zu Beginn der Saison 1994/95 gab sie in Bad Gastein ihr Debüt im Biathlon-Weltcup und wurde 65. des Sprintrennens. Erster Höhepunkt der Karriere wurden die Biathlon-Weltmeisterschaften 1995 in Antholz, bei denen die Japanerin 67. im Einzel und 53. im Sprint wurde. 1996 gewann sie als 20. eines Sprints in Osrblie erstmals Weltcuppunkte. Bei den folgenden Biathlon-Weltmeisterschaften 1996 in Ruhpolding belegte Suga die Plätze 70 im Einzel und neun mit Mami Shindō, Sakiko Takefushi und Yukari Abe im Staffelrennen. Erfolgreich verlief der letzte Weltcup vor den Biathlon-Weltmeisterschaften 1997 in Antholz. Suga wurde Neunte im Sprint und erreichte damit nicht nur ihr erstes Top-Ten-Ergebnis, sondern auch ihr bestes Resultat im Weltcup überhaupt. Mit der japanischen Staffel wurde sie zudem Sechste. Bei den folgenden Weltmeisterschaften in Osrblie wurde die Japanerin 58. im Einzel, 41. im Sprint, 31. in der Verfolgung sowie mit Shindō, Ryōko Takahashi und Kyōko Yamauchi im Staffelrennen und mit Shindō, Takefushi und Takahashi im Mannschaftsrennen 15. Im heimischen Japan wurden die Olympischen Winterspiele 1998 in Nagano die ersten Olympischen Spiele Sugas. Im Einzel erreichte sie Platz 37, im Sprint wurde sie 53. und mit Shindō, Mie Takeda und Takahashi im Staffelrennen 14. Beim auf dem olympischen Sprint basierenden Verfolgungsrennen der Biathlon-Weltmeisterschaften 1998 in Pokljuka belegte Suga Platz 44.
Die Biathlon-Weltmeisterschaften 1999 verliefen wetterbedingt chaotisch. In Kontiolahti konnte noch der Sprint durchgeführt werden, bei dem Suga auf den 58. Platz kam, sowie das Staffelrennen, bei dem Japan mit Shindō, Takahashi, Tamami Tanaka und Suga Zehnter wurde. Das Einzel musste am Holmenkollen in Oslo ausgetragen werden, dort wurde die Japanerin 41. Am selben Ort wurden auch die Biathlon-Weltmeisterschaften 2000 veranstaltet. Suga startete im Einzel und wurde dort 43., im Sprint, wo sie gute 18. wurde, aber im Verfolgungsrennen auf nach neun Schießfehlern auf den vorletzten 48. Platz zurückfiel. Die Staffel in der Besetzung des Vorjahres wurde Neunte. Mit der Staffel folgten auch weitere gute Resultate 2000, als in Lahti und in Antholz japanische Staffeln mit Suga zweimal Viertplatzierte werden konnten. In Pokljuka trat Suga 2001 letztmals bei Weltmeisterschaften an und erreichte die Plätze 30 im Einzel, 19 im Sprint, 39 in der Verfolgung, 27 im Massenstart sowie Neunte in der bewährten Staffelbesetzung der beiden Vorjahre. Letztes Großereignis und Abschluss der Karriere wurden die Olympischen Winterspiele 2002 in Salt Lake City. Bei den Wettkämpfen in Soldier Hollow wurde Suga 42. des Einzels, 30. im Sprint und 24. der Verfolgung. Die zum vierten Mal beim Saisonhöhepunkt in derselben Besetzung angetretene Staffel erreichte Rang 14.
Sie ist verheiratet mit dem Biathleten Kyōji Suga.

## Biathlon-Weltcup-Platzierungen
Die Tabelle zeigt alle Platzierungen (je nach Austragungsjahr einschließlich Olympische Spiele und Weltmeisterschaften).
- 1.–3. Platz: Anzahl der Podiumsplatzierungen
- Top 10: Anzahl der Platzierungen unter den ersten zehn (einschließlich Podium)
- Punkteränge: Anzahl der Platzierungen innerhalb der Punkteränge (einschließlich Podium und Top 10)
- Starts: Anzahl gelaufener Rennen in der jeweiligen Disziplin

| Platzierung                                                  | Einzel | Sprint | Verfolgung | Massenstart | Team | Staffel | Gesamt |
| ------------------------------------------------------------ | ------ | ------ | ---------- | ----------- | ---- | ------- | ------ |
| 1. Platz                                                     |        |        |            |             |      |         |        |
| 2. Platz                                                     |        |        |            |             |      |         |        |
| 3. Platz                                                     |        |        |            |             |      |         |        |
| Top 10                                                       |        | 3      | 1          |             |      | 16      | 20     |
| Punkteränge                                                  | 4      | 15     | 3          | 1           | 2    | 25      | 50     |
| Starts                                                       | 37     | 60     | 28         | 1           | 2    | 26      | 154    |
| Stand: nach Karriereende, Daten möglicherweise unvollständig |        |        |            |             |      |         |        |